# St. Dionysius (Capelle)

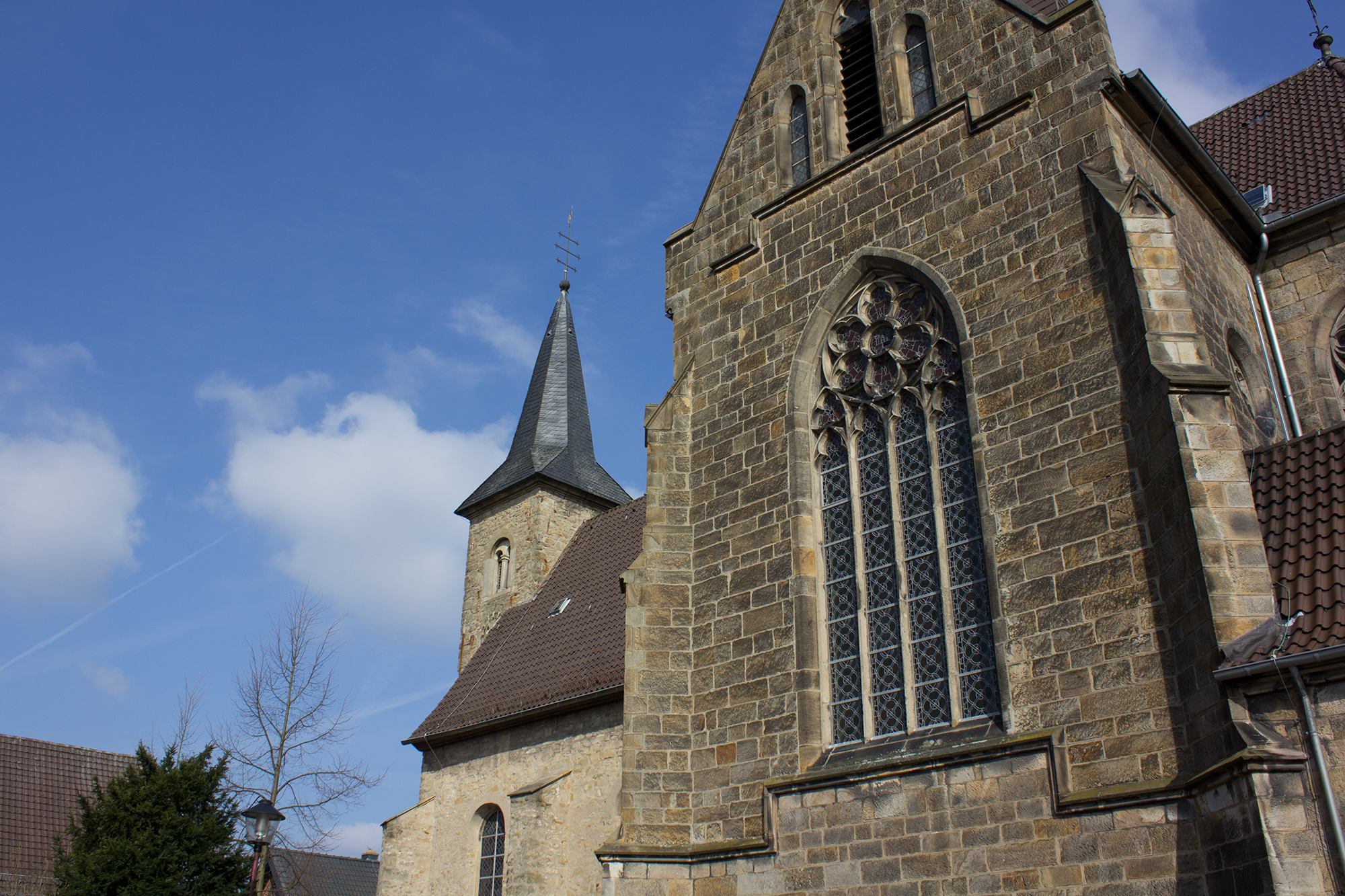
Kirche St. Dionysius Capelle

Die katholische Pfarrkirche St. Dionysius ist ein denkmalgeschütztes Kirchengebäude in Capelle, einem Ortsteil von Nordkirchen im Kreis Coesfeld (Nordrhein-Westfalen). Die Kirche gehört zur Pfarrgemeinde St. Mauritius (Nordkirchen) im Pastoralen Raum Lüdinghausen des Bistums Münster.

## Geschichte und Architektur

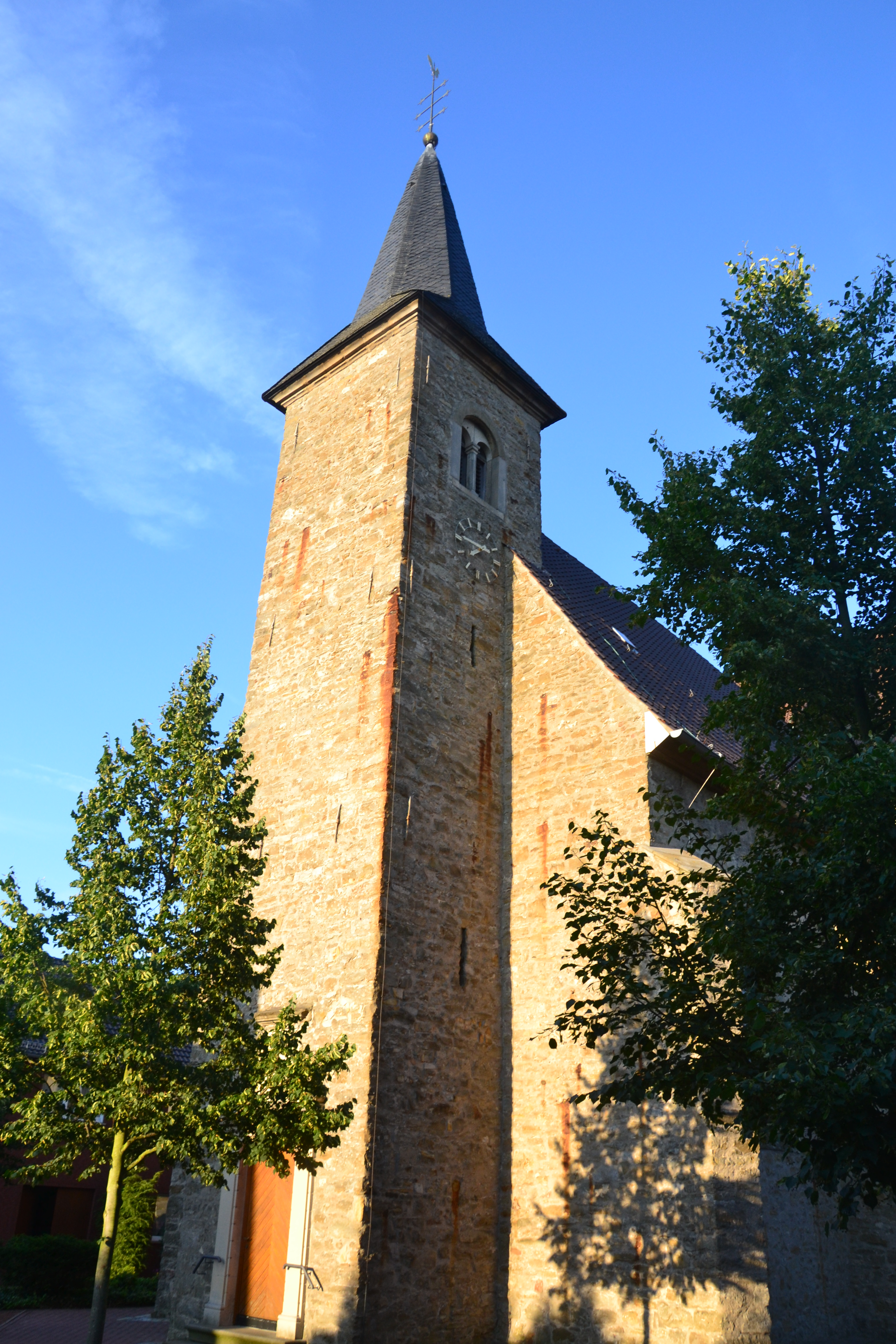
Turm der Kirche St. Dionysius

Die Gemeinde wurde um 1022/1023 durch die Gräfin Reinmod gegründet und 1900 zur Pfarre erhoben. Der dreijochige Saal der Kirche wurde von 1696 bis 1701 in Bruchstein errichtet. Der Westturm ist im Kern wohl älter. Das Querhaus und der 5/8 Chor wurden von 1902 bis 1903 von Aloys Kersting aus Sandsteinquadern gebaut. Das äußere Erscheinungsbild wird von der hohen, neugotischen Erweiterung beherrscht. Die Kreuzrippengewölbe ruhen auf Konsolen. Die Farbfenster wurden, nach einem Entwurf von Friedrich Stummel, von der Glasmalerei Derix gefertigt.

## Ausstattung

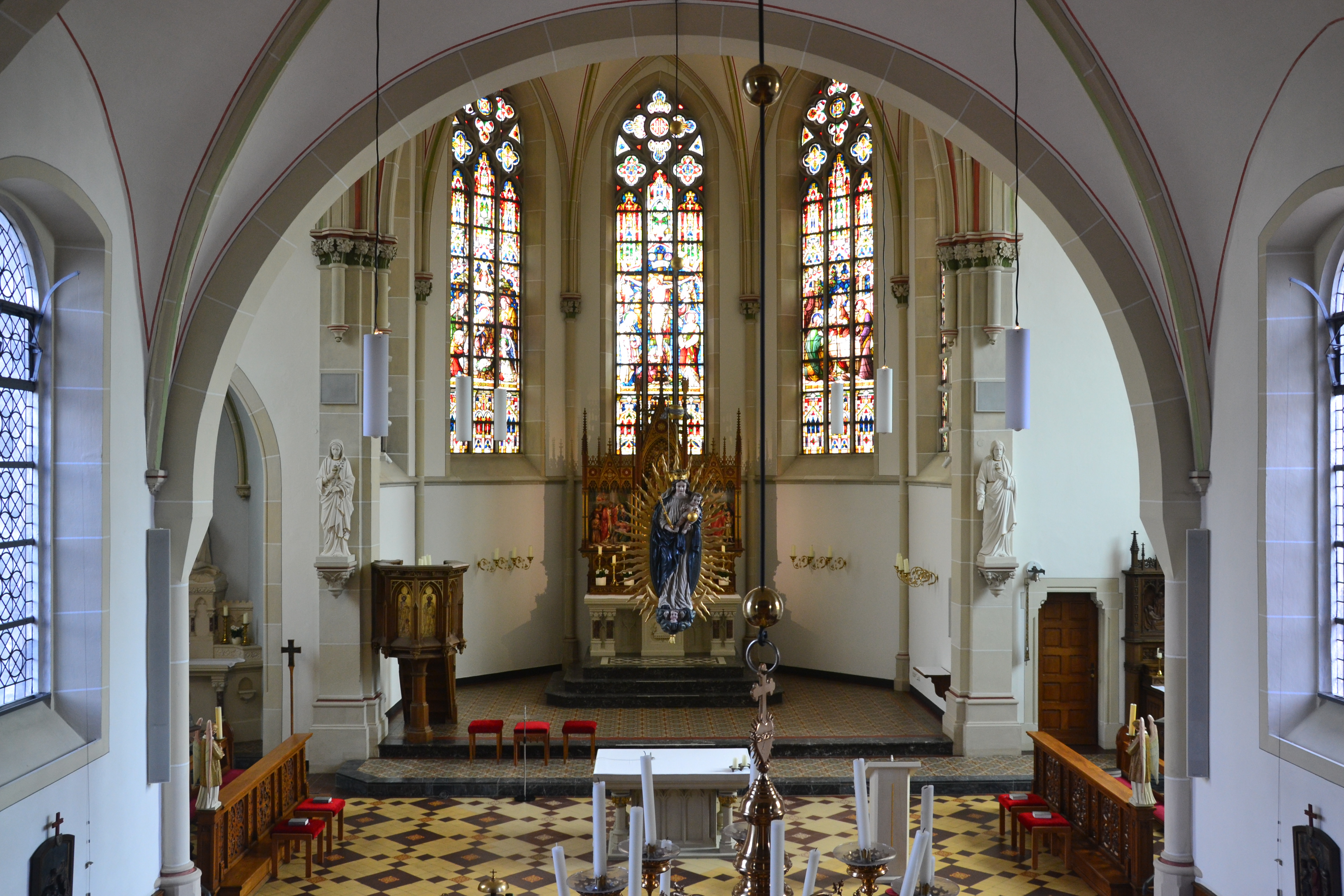
Altarraum

- Der geschnitzte neugotische Tabernakelaltar ist seitlich mit Reliefs der Hochzeit zu Kana und der Wundersamen Brotvermehrung geschmückt.
- Die Doppelmadonna aus Holz ist eine Arbeit aus der Zeit um 1700.
- Die Figur des Hl. Dionysius von ParisDionysius wurde in der Mitte des 18. Jahrhunderts geschnitzt. Die ursprüngliche Fassung wurde 1969 freigelegt.
- Das Geläut besteht aus drei kräftigen Kirchenglocken aus Bronze der Glockengießerei Petit & Gebr. Edelbrock in Gescher. Die Glocken I und II (Töne g' und a') entstanden 1955, Glocke III (Ton h′) wurde 1931 gegossen.

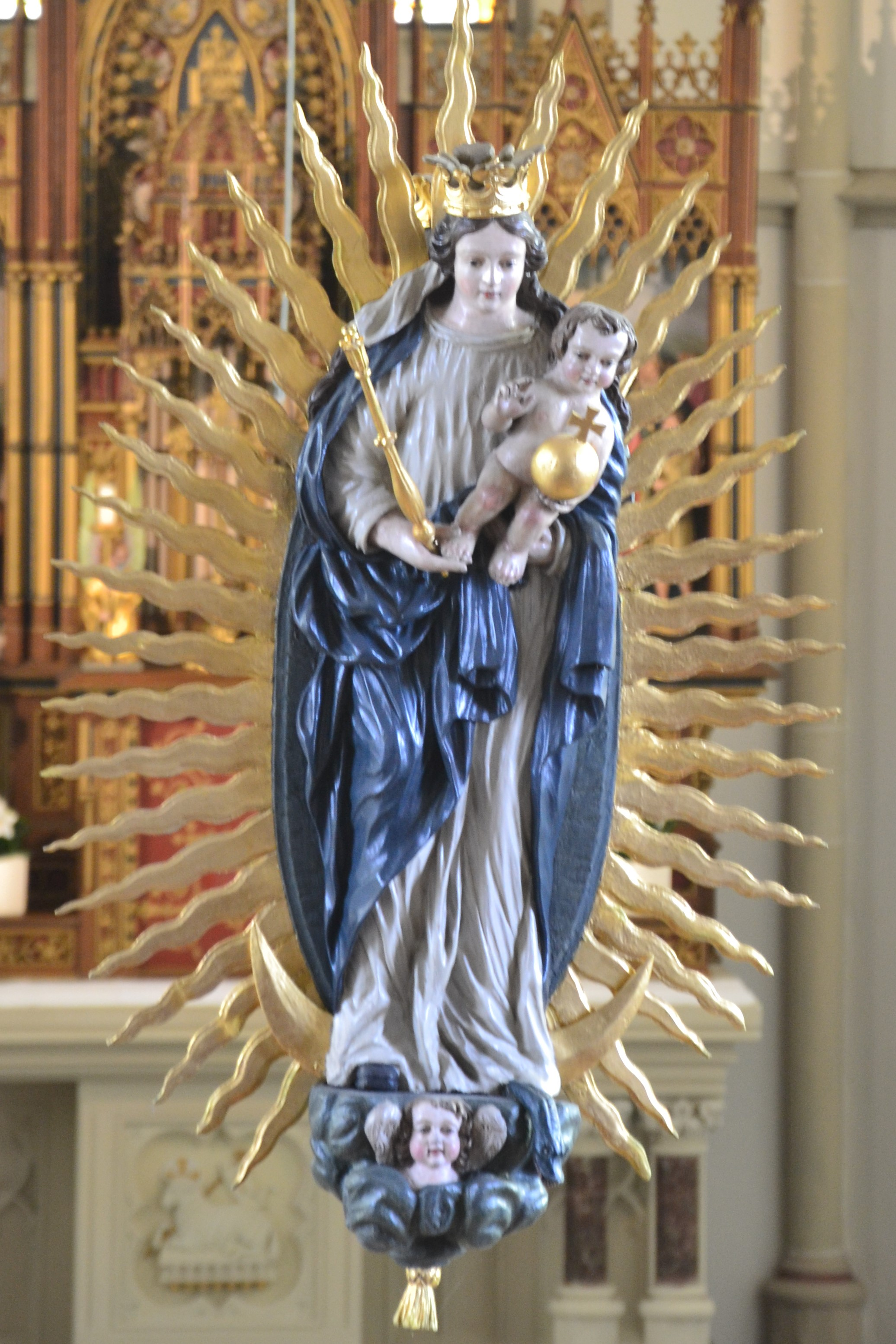
Strahlenkranz- oder Doppelmadonna
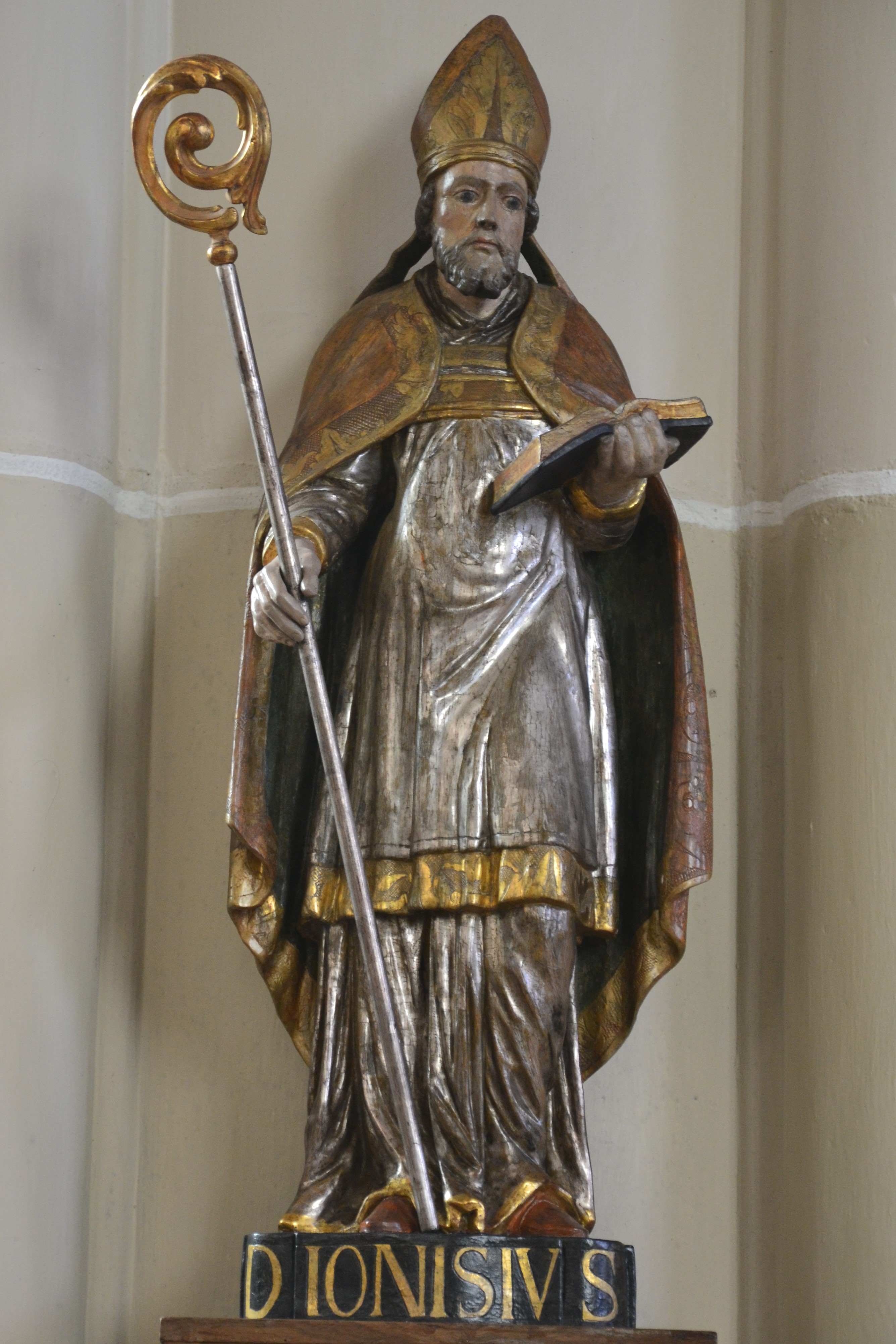
Barocke Holzfigur des Hl. Dionysius
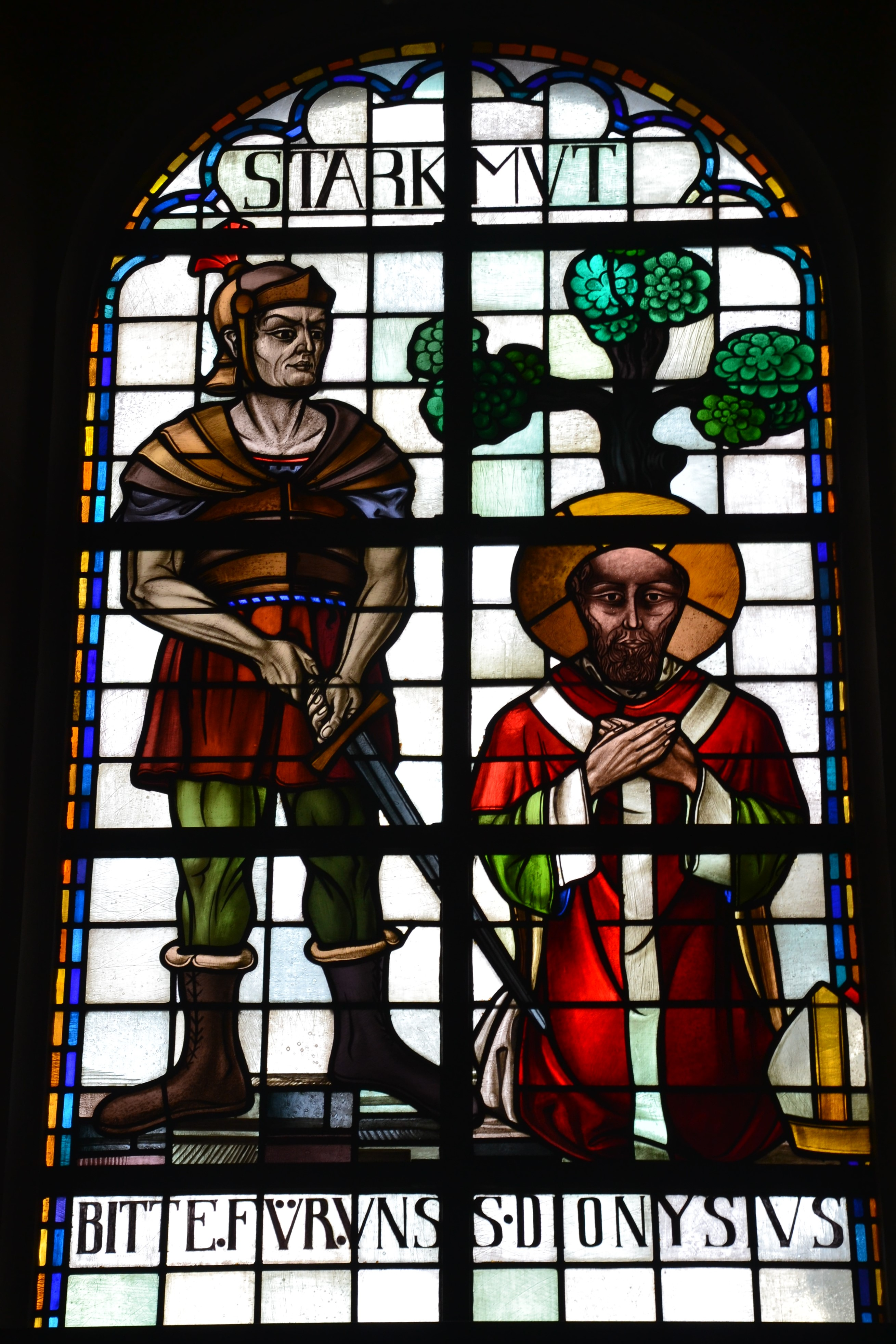
Glasfenster des Hl. Dionysius

### Orgel
Die Orgel wurde 1932 von der Orgelbaufirma Speith (Rietberg) gebaut. Das Schleifladen-Instrument hat 21 Register auf zwei Manualwerken und Pedal. Die Spiel- und Registertrakturen sind pneumatisch.
| I Hauptwerk C–g3 |     |
| Bourdon          | 16′ |
| Prinzipal        | 8′  |
| Traversflöte     | 8′  |
| Dulciana         | 8′  |
| Gamba            | 8′  |
| Oktave           | 4′  |
| Mixtur III       |     |
| Trompete         | 8′  |

| II Brustwerk C–g3 |    |
| Äoline            | 8′ |
| Liebl. Gedackt    | 8′ |
| Geigenprinzipal   | 8′ |
| Vox coelestis     | 8′ |
| Blockflöte        | 4′ |
| Nachthorn         | 2′ |
| Sesquialter II    |    |
| Oboe              | 8′ |

| Pedalwerk C–fis1 |     |
| Subbass          | 16′ |
| Violon           | 16′ |
| Cello            | 8′  |
| Choralbass       | 4′  |
| Posaune          | 16′ |

- Koppeln: II/I, I/P, II/P.